# Lothar Brandler
Lothar Brandler (* 19. Oktober 1936 in Dresden; † 15. November 2016) war ein deutscher Kletterer, Bergsteiger und Bergfilmer.

## Leben
Lothar Brandler zählte schon früh zu den besten Kletterern im Elbsandsteingebirge. Hier schaffte er bereits mit 15 Jahren eine Erstbegehung. Weitere bedeutende Erstbegehungen, wie die „Südwand“ am Falkenstein, Schwierigkeitsgrad VIIIb (sächsisch), folgten.
Er musste mit 13 Jahren die Schule verlassen, als er eine Karikatur von Adolf Hitler an die Tafel zeichnete. Später gelang es ihm aber sein Abitur nachzuholen und Musik zu studieren.
Ende der 1950er Jahre verließ er die DDR und ging nach München. Hier fing er im Münchner Sporthaus Schuster an und traf dort auf Toni Hiebeler. Durch dessen Vermittlung begann er als Assistent bei Wolfgang Gorter zu arbeiten und stand dann mit 27 Jahren selbst hinter der Kamera. Er beendete sein Musikstudium und wurde Redakteur und Produzent beim Bayerischen Rundfunk. Für seine Filme „Phänomen Klettern“, „Direttissima“ und seinen ersten Kinofilm „Die europäische Seilschaft“ bekam er viele Preise und wurde einer der bekanntesten Bergfilmer.
Bei den Dreharbeiten zum Film Der Blitz – Inferno am Montblanc starben zwei Darsteller. Der Film erzählt die Geschichte von einer der schlimmsten Bergkatastrophen der Alpingeschichte, dem Drama um den Versuch der Erstbesteigung des Frêney-Zentralpfeilers (Montblanc) im Jahre 1961, bei dem vier Bergsteiger ihr Leben verloren. Protagonisten sind zwei Seilschaften, eine italienische um Walter Bonatti und eine französische um Pierre Mazeaud, die sich zusammentaten, um gemeinsam den Erfolg zu erringen.
Insgesamt erhielt Lothar Brandler mehr als 20 nationale und internationale Filmpreise.
Als Kletterer hat er eine größere Zahl von Erstbegehungen vor allem im Kaiser-, im Wettersteingebirge und in den Dolomiten hinterlassen.

## Die Direttissima der Große Zinne-Nordwand

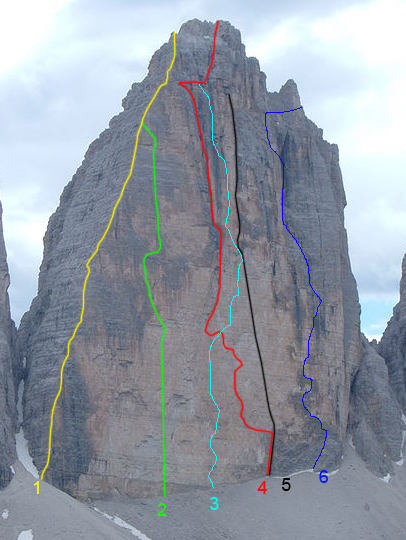
Bekannte Routen an der Nordwand der Großen Zinne: 1=Dibonakante, 2=Via Camillotto Pellesier, 3=Das Phantom der Zinne, 4=Hasse/Brandler (Direttissima), 5=Sachsenweg (Superdirettissima), 6=Comici/Dimai

Seine bedeutendste Erstbegehung war die Direttissima der Große Zinne-Nordwand: Diese durchstieg er vom 6. bis 10. Juli 1958 zusammen mit Dietrich Hasse, Jörg Lehne und Siegi Löw. Sie wird deswegen auch Hasse-Brandler genannt und führt in direkter Linie durch die 550 Meter hohe Große Zinne-Nordwand. Sie galt damals als schwerste Felskletterei der gesamten Alpen. Die Erstbegeher kletterten damals teilweise technisch, d. h., sie verwendeten Haken (insgesamt 140–180), Trittleitern und ähnliche Materialien nicht nur zur Sicherung, sondern auch zur Fortbewegung. Der Schwierigkeitsgrad wurde mit VI/A2 angegeben. Vermutlich wurde damals aber der siebte Grad (UIAA) in freier Kletterei erreicht. Kurt Albert bewertete die Route 1987 bei seiner Rotpunktbegehung mit VIII (UIAA). Heute wird die Schwierigkeit der Route, bei freiem Klettern, mit VIII+ (UIAA) angegeben.

## Bekannte Erstbegehungen
Sächsische Schweiz
- Südwand am Falkenstein VIIIb (sächsische Skala)

 Konstein
- Schnippelriß (VII-) (UIAA) an der Konsteiner Wand bei Konstein

Alpen
- 1954: Oberreintaldom-Nordwestwand (VI/A0) (UIAA), Wettersteingebirge
- 1958: Große Zinne-Nordwand Direttissima oder Hasse-Brandler (VI/A2) (UIAA), Dolomiten
- 1958: Rotwand-Südwestwand Hermann-Buhl-Gedenkweg (VI/A1) (UIAA), Dolomiten
- 1959: Fleischbankpfeiler (VII-/A0) (UIAA), Kaisergebirge
- 1960: Totenkirchl-Westwand Pfeilerkante (VI/A1) (UIAA), Kaisergebirge

## Filme
- 1960: Direttissima
- 1963: Der weisse Weg – Auf der Hohen Route von Chamonix nach Sass Fee
- 1964: Die europäische Seilschaft
- 1966: Sensation Alpen
- 1967: Da lacht Tirol
- 1969: Phänomen Klettern
- 1969: Eiger-Nordwand – Weg der Japaner
- 1969: Wenn Täubchen Federn lassen
- 1972: Der Blitz – Inferno am Montblanc[1] (Verfilmung der Frêney-Tragödie)
- 1974: Die Wand
- 1986: Matterhorn – ein Ziel der Sehnsucht

## Bücher
- Lothar Brandler: Mit der Filmkamera durch die großen Wände der Alpen, AS-Verlag, Zürich 2008